# 拉戈阿多拉达
拉戈阿多拉达是巴西米纳斯吉拉斯州的一个市镇。总面积479.573平方公里，总人口11792人，人口密度24.6人/平方公里。